# 中野聖子
中野聖子（日语：／ Nakano Seiko，1952年8月2日—），日本女性前配音員。出身於廣島縣。1990年代前半從配音界退休之前所屬的經紀公司有青二Production、81 Produce。
為人熟悉的代表的配音作品有《一休和尚》的哲梅、《怪博士與機器娃娃 (1981年版)》系列的則卷卡斯拉、空豆嗶助及《麵包超人》的咪咪老師。

## 繼任
在中野引退後，配音員接任作品如下：
- 鐵炮塚葉子－劇場版『怪博士與機器娃娃』系列：則卷卡斯拉
- 西原久美子－2007年『馬西利特博士與機器娃娃ABALE』以後的其它媒體作品（含鈴木Hustler的廣告短片）：則卷卡斯拉
- 本千夏－『麵包超人』：的母親
- 佐久間玲→瀧澤Roko（日语：滝沢ロコ）－『麵包超人』: 咪咪老師

## 演出

### 電視動畫
1974年
- 昆蟲物語 新孤兒哈奇（卡穆莉的母親）

1975年
- 一休和尚（哲梅）

1976年
- 小甜甜（桃樂絲）

1977年
- 女王陛下的小天使小偵探（日语：女王陛下のプティアンジェ）（法蘭克[2]）

1978年
- 銀河鐵道999（小孩）
- 新·網球甜心（萩真知子）
- 窈窕淑女（女學生B 等）
- 魔女子Tickle（重雄、女性、男孩子）
- 無敵鋼人泰坦3（女孩子A）

1979年
- 圓桌騎士物語 燃燒吧亞瑟（少年）
- 銀河鐵道999（嬰兒）
- 小熊的故事（日语：こぐまのミーシャ）（四胞胎〈初代〉）
- 人造人009 (1979年版)（少年、桑達的弟弟）
- 新·巨人之星II
- 日本名作童話系列 赤鳥之心（日语：赤い鳥）
- 花仙子
- 魯邦三世 PART2（日语：ルパン三世 (TV第2シリーズ)）（雅絲敏王女）

1980年
- 明日之丈2（小孩、女學生）
- 宇宙戰艦大和號III（京塚宮子）
- 加油元氣（日语：がんばれ元気）（皆川昇、護理人員）
- 銀河鐵道999（亞克）
- 摔倒騎士德拉曼查（日语：ずっこけナイトドンデラマンチャ）（女人）
- 尼爾斯的不可思議之旅（歐薩、兒童A、花群）
- 漫畫諺語事典（日语：まんがことわざ事典）
- 燃燒的亞瑟 白馬的王子（母親[3]、瑪莉亞、侍女、女忍者）
- 小婦人（日语：若草物語 (日生ファミリースペシャル)）（婦人A）

1981年
- 銀河鐵道999（少年）
- 虎面人二世（畢特）
- 天才小釣手（主婦C、霧子）
- 怪博士與機器娃娃 (1981年版)（則卷卡斯拉、空豆豆〈第2代〉、空豆嗶助〈代替〉、摘詰角田野廷遊豪 等）
- 你好！珊蒂貝爾（日语：ハロー!サンディベル）（艾巴、紀伯特夫人、路斯 等）
- 賣氣球的銅鑼太郎（日语：フーセンのドラ太郎）（伊西[4]）
- 機甲孖寶（日语：めちゃっこドタコン）（團滿）
- 汪汪三劍客（小孩B）

1982年
- 大口妹（日语：あさりちゃん）（秋山童學、人魚、漢薩姆、子犬、母親、女醫生）
- 仙女座物語（日语：アンドロメダ・ストーリーズ）（女性旁白）
- The♥南瓜酒（聖子）
- 新蜜蜂瑪雅歷險記（日语：みつばちマーヤの冒険）（小螞蟻）
- 心跳今夜（巨人的小孩）
- 怪博士與機器娃娃 企鵝村英雄傳說（則巻卡斯拉）
- （望）
- 我是妙殿下！（日语：パタリロ!）（超級貓）
- 魔法公主 明琪桃子（日语：魔法のプリンセス ミンキーモモ）（席德、佩佩、咪咪亞、王子）
- 野生的咆嘯（日语：野生のさけび）
- 我們的青春阿爾卡迪亞 無限軌道SSX（日语：わが青春のアルカディア）

1983年
- 騎士愛我（日语：愛してナイト）（英子、久美子、播報員、女店員、女孩子A、母親）
- 阿爾卑斯物語 我的安妮特（瑪麗安）
- 頂尖超人（日语：イタダキマン）（女孩子）
- 青少棒揚威記（日语：キャプテン (漫画)）
- 停止!! 雲雀（花園薰、黑豹橫畑）
- 超時空騎兵（ミャーン）
- 無敵三四郎（吹雪）
- 魔法小天使（皮諾皮諾〈第2代〉）
- 漫畫日本史（日语：まんが日本史 (日本テレビ)）（男孩子）

1984年
- 金肉人（羅拉）
- 夢戰士WING-MAN（日语：ウイングマン）（布澤久美子）
- 請多指教跑車郎中（日语：よろしくメカドック）（須賀六狼A的弟弟）

1985年
- 鬼太郎 (第3作)（少年C、子、府中、若杉老師的母親、和夫、小僧、淳一、呼子、凡太、友彥）
- 惡魔島的王子 三眼神童（女學生）
- 莎拉公主（潔西〈初代〉）

1986年
- 聖鬥士星矢（王虎〈少年時期〉）
- 七龍珠（母親、則巻卡斯拉、老奶奶）
- 高校！奇面組（日语：ハイスクール!奇面組）（大間仁的母親）

1987年
- 橙路（女教師）
- 城市獵人（京子）
- 新楓葉鎮物語 棕櫚鎮篇（瑪莉貝斯·懷特）

1988年
- 麵包超人（咪咪老師〈第4代〉、火球小子的母親〈初代〉、的母親〈初代〉）
- 狗仔爺爺 (1987年版)（日语：のらくろクン）（松本千草、女竊賊）

1989年
- 超能力魔美（浩一）

1990年
- 江戶之子男孩 理解太助（日语：江戸っ子ボーイ がってん太助）（徬點丸太助的母親）
- 美味大挑戰（明日香真由美）
- 歸來的怪博士與機器娃娃（則卷卡斯拉、空豆嗶助）
- 魔法天使甜蜜薄荷（日语：魔法のエンジェルスイートミント）（母親）

### 電影動畫
1979年
- 劇場版 網球甜心（萩真知子）

1980年
- 火鳥2772：愛的宇宙空間

1981年
- 天狼星的傳說（日语：シリウスの伝説）（火之子們）
- 世界名作童話 天鵝湖（法蘭辛）
- 怪博士與機器娃娃：哈囉！不可思議島（日语：Dr.スランプ アラレちゃん ハロー!不思議島）（則卷卡斯拉）
- 通向夏天的大門（日语：夏への扉 (漫画)）（女孩D）

1982年
- 大口妹：愛的童話少女（日语：あさりちゃん）（侍女）
- 怪博士與機器娃娃：吼唷唷！宇宙大冒險（日语：Dr.SLUMP ほよよ! 宇宙大冒険）（則卷卡斯拉、空豆嗶助）
- 浮浪雲（日语：浮浪雲）（阿琴[5]）
- 劇場版 我們的青春阿爾卡迪亞（日语：わが青春のアルカディア）

1983年
- 怪博士與機器娃娃：吼唷唷！世界一周大賽車（日语：Dr.スランプ アラレちゃん ほよよ!世界一周大レース）（則卷卡斯拉）
- 赤腳阿元（英子）
- 帕塔利洛：星塵計劃（日语：パタリロ!#劇場アニメ）

1984年
- The♥南瓜酒：尼塔的愛情物語（聖子）
- 怪博士與機器娃娃：吼唷唷！納納巴城的寶藏（日语：Dr.スランプ アラレちゃん ほよよ!ナナバ城の秘宝）（則卷卡斯拉、摘詰角田野廷遊豪）

1985年
- 劇場版 戰國魔神豪將軍：時之異邦人（博物館員）
- 怪博士與機器娃娃：吼唷唷！夢的大都會（日语：Dr.スランプ アラレちゃん ほよよ!夢の都メカポリス）（則卷卡斯拉）

1986年
- 赤腳阿元2

1988年
- 銀河英雄傳說：我的征途是星辰大海（比瓊[6]）
- 七龍珠：摩訶不可思議大冒險（則卷卡斯拉）

1989年
- NEMO（日语：NEMO/ニモ）（婦人）

### OVA
1984年
- 乳霜檸檬 SF超次元傳說拉魯（佩露露）

1985年
- 魔法公主 明琪桃子 夢中輪舞（日语：魔法のプリンセス ミンキーモモ）（佩佩）

1986年
- AI CITY（日语：アイ・シティ）（S）
- 裝鬼兵MD蓋斯特（日语：装鬼兵MDガイスト）（隊員）
- （羽根木弓惠）
- 夢次元獵人芳朵拉（日语：夢次元ハンターファンドラ）

1987年
- 超獸機神斷空我 GOD BLESS DANCOUGA（式部雅人的母親）
- 火鳥 大和篇[7]

1989年
- 紅牙 Blue Sonnet（日语：紅い牙）（岡野）
- 華星夜曲（日语：華星夜曲）（畢斯特羅的母親）
- 銀河英雄傳說

1990年
- 寂寞的宇宙戰爭（日语：ひとりぼっちの宇宙戦争）（鈴木太郎的母親）
- 八神君的家庭事情（日语：八神くんの家庭の事情）

### 遊戲
1990年
- Cosmic Fantasy 冒險少年陽（日语：コズミック・ファンタジー）（喵、羅莎）

1993年
- Cosmic Fantasy Stories（日语：コズミック・ファンタジー）（喵、皮克、羅莎）

1993年
- Cosmic Fantasy 視覺集（日语：コズミック・ファンタジー）（喵、皮克）

### 外語配音

#### 電影
- 蝙蝠俠 (1989年電影) ※影碟版。
- 德州游俠（英语：Texas, Adios） ※東京電視台版[注 1]。

#### 動畫
- 沃特希普高地（英语：Watership Down (film)）（Clover〈Mary Maddox〉）

### 電視出演
- （1990年度，NHK頻道）－聲音演出

## 腳註